# 胡樹儒
胡樹儒（1935年—2009年6月7日），廣東中山人，香港漫畫家、動畫製作人、電影導演及投資者，亦開設廣告製作公司，為香港早期電視廣告製作者之一，後曾往臺灣發展，曾獲多個廣告獎項。其參與執導的香港首部彩色商業動畫電影《老夫子》曾獲金馬獎最佳卡通片（今最佳動畫長片）。筆名包括蝴蝶夢、胡椒、古月粉、WOO 。

## 生平
胡樹儒為中山人，童年時在鄉間已對電影產生興趣。中學時往廣州就讀美術中學，有指1949年到香港定居，亦曾在專訪中稱暑期往香港旅行時因喜歡流連於當時開業不久的荔園，錯過了回校報到的期限，自此留在香港，而其不少同學隨後被徵召參與韓戰。
在香港初期居於上環街市一帶的木屋區，以包食包住形式受僱於漫畫社參與連環圖繪畫，題材以少林寺、陸阿采、黃飛鴻等古裝武俠為主。二十歲時創立蝴蝶圖書公司自行出版連環圖。後來不諳英語的胡樹儒獲英文報章《星報 (香港英文版)》聘用，以筆名WOO連載諷刺時弊的漫畫MR HONG KONG。1960年曾與王澤合繪兒童刊物《小良友》及《小樂園》。
1960年代開始涉足廣告業，曾成立「香港卡通公司」，製作卡通形式廣告。後來曾到一些廣告公司及國泰片場工作，觀摩廣告及電影製作技巧。累積足夠經驗後，胡樹儒創立了「香港電影公司」，打算先以拍攝廣告片為基礎，再拍攝電影。成名作是1970年代的綠寶橙汁電視廣告，以豪華風格包裝瓶裝橙汁，代表作還包括的雷達殺蟲水廣告（經典對白「阿虫介紹我來」）。
1973年與餐飲集團大家樂創辦人之一羅開睦、黃霑:240合組寶鼎電影事業有限公司，正式涉足電影業。寶鼎先後出品了由黃霑編劇、執導的《天堂》，及胡樹儒親自與黃霑聯合執導的《大家樂》（亦為黃霑編劇）。後來又與羅開睦以羅胡聯製有限公司投資了胡金銓名作 《空山靈雨》（1979年上映），同時也向麥當雄提供資金。期間，導演許鞍華、編劇陳韻文有意進軍電影圈，向胡樹儒自薦。1979年胡樹儒與羅開睦、梁淑怡、張艾嘉合組比高電影有限公司，出品作品包括許鞍華、陳韻文的電影處女作《瘋劫》等。
1980年代其「香港電影公司」開始製作動畫電影的計劃，主要作品是夥拍臺灣的蔡志忠等人，以王澤的漫畫《老夫子》（當時他亦代理此漫畫的出版）為原型所製作的老夫子三部曲。首作《老夫子》（又名：七彩卡通老夫子）是香港首部彩色商業動畫電影，由胡樹儒與臺灣遠東卡通公司的謝金塗、蔡志忠聯合執導，獲得第18屆金馬獎最佳卡通片。在次作《老夫子水虎傳》亦參與執導。1981年6月胡樹儒親自帶同《老夫子》的拷貝赴日本委託東京現像所進行沖印，順道洽談《老夫子》的日本發行權期間，與東寶達成合作協議。雖然老夫子系列在日本發行的計劃後來告吹，但「香港電影公司」購得叮噹（多啦A夢）一套電影版的香港發行權，該片命名為《八寶叮噹大電影》，成為第一套於香港上映的多啦A夢電影版（1982年12月）；老夫子系列的第三作《山T老夫子》亦得到東寶協助製作（胡樹儒與蔡志忠合組龍卡通有限公司進行製作，日本原畫師本多敏行及臺灣原畫師蔡明欽執導，胡樹儒自任監製）。有指當時臺灣較易聘請畫師，技術較佳而薪酬較低。
1987年在臺灣成立台灣好鏡頭國際廣告影片製作公司，期間在當地培育了不少廣告製片人才。1997年開始往中國內地發展業務，至2000年底結束於臺灣的業務，將經營重心轉往香港及中國內地。曾購入臺灣劇集《包青天》的中國內地播映權。
2009年6月7日，在香港病逝。

## 個人生活
個人嗜好為收集古董、國畫。曾拜呂壽琨、丁衍庸為師學習國畫。後篤信佛教，尤好收集佛像。
兒子胡希亦從事廣告製作。1970年代綠寶橙汁電視廣告中演出的小童即為當時三歲的胡希。

## 電影作品
| 上映年份 | 作品名稱 | 職務                               |
| -------- | -------- | ---------------------------------- |
| 1971     | 聾啞劍   | 片頭設計:66                        |
| 1974     | 天堂     | 監製:240                           |
| 1975     | 大家樂   | 導演（與黃霑合導）、製作顧問:55-56 |
| 1979     | 空山靈雨 | 出品人:270-271                     |
| 1979     | 瘋劫     | 出品人:289-290                     |
| 1980     | 有你冇你 | 出品人                             |

### 動畫電影
| 上映年份 | 作品名稱     | 職務                                           |
| -------- | ------------ | ---------------------------------------------- |
| 1981     | 老夫子       | 導演（與謝金塗、蔡志忠合導）、監製、策劃       |
| 1982     | 老夫子水虎傳 | 導演（與謝金塗、王澤、吳為章合導）、監製、策劃 |
| 1983     | 山T老夫子    | 監製、製作總監（與蔡志忠）                     |

### 動畫短片
1970年代「香港卡通公司」曾拍攝動畫短片《小武松》。

## 獎項及提名

### 電影
| 年份 | 頒獎典禮     | 獎項       | 相關作品   | 名單 | 結果 |
| ---- | ------------ | ---------- | ---------- | ---- | ---- |
| 1981 | 第18屆金馬獎 | 最佳卡通片 | 《老夫子》 |      | 獲獎 |

### 廣告
1988年憑臺灣Kleenex（可麗舒）面紙電視廣告獲得時報廣告金像獎最佳廣告影片、CLIO最佳廣告影片獎、坎城最佳廣告影片獎。亦曾獲得香港4A廣告協會金獎、亞洲廣告協會ACC獎、金鐘獎。

## 備註
1. ↑  此說存疑，未能找到獲獎紀錄。金鐘獎至2000年代才設立廣告獎項。

## 外部連結
- 胡樹儒在香港影庫上的簡介
- 胡樹儒在互联网电影资料库（IMDb）上的資料（英文）
- 胡樹儒在豆瓣上的资料（简体中文）